# Samurai Warriors: Chronicles
 (mai 2014).
 (novembre 2018).
Si vous disposez d'ouvrages ou d'articles de référence ou si vous connaissez des sites web de qualité traitant du thème abordé ici, merci de compléter l'article en donnant les références utiles à sa vérifiabilité et en les liant à la section « Notes et références ».
Samurai Warriors: Chronicles est un jeu vidéo hack 'n' slash de la série Samurai Warriors, développé par Omega Force et édité par Koei Tecmo, sorti en France le 25 mars 2011 sur Nintendo 3DS comme l'un des jeux de lancement de la console.

## Système de jeu
Le système de jeu de Samurai Warriors: Chronicles se rapproche de celui de Samurai Warriors 3. Dans une bataille, le joueur avance en éliminant les soldats et officiers qui s'opposent à lui. En outre, le joueur a des objectifs à atteindre lors de chaque bataille. Pour vaincre les ennemis, le joueur peut utiliser soit une attaque normale (y), soit une attaque spéciale (x), soit une combinaison d'attaques normales et spéciales (y+x), soit une amélioration de combat (R).
Le joueur contrôle quatre personnages déterminés en fonction des batailles (sauf pour les deux premières qui se limitent à deux, voire trois personnages). Généralement, il y aura plusieurs fois le même personnage joueur allié selon  la période dans laquelle se trouve le joueur (normal). Par exemple, dans la seconde partie de l'histoire "Nobunaga's Vision", où le héros ou l'héroïne va suivre Oda Nobunaga sur les sept batailles possibles (Retraite de Kanegasaki, Bataille d'Ane-gawa, Bataille de Mikataghara, Bataille de Nagashino, Bataille de Tetorigawa, Bataille de Kizugawa et Incident à Honnō-ji).
Lorsqu'une bataille est lancée, sur un fond représentant la carte du Japon, le jeu fournit le contexte historique avant de présenter une scène entre plusieurs personnages (soit alliés, soit ennemis). Ensuite, un autre allié explique la stratégie à adopter (ce qui équivaut aux objectifs à accomplir) étape par étape.
Ensuite, sauf s'il s'agit de la première fois que la bataille est jouée, il est possible de :
- changer les personnages utilisés (à condition de pouvoir les jouer) ;
- modifier leur équipement.,
- connaitre les conditions de victoire ou de défaite,
- voir le nom et la position de tous les officiers sur le champ de bataille (représentés par un cercle rouge ou bleu en fonction de leur affiliation) ;
- observer les techniques de combats (techniques mentales qui ne sont pas utilisées en combattant) ;
- évaluer le niveau d'amitié entre le joueur et les alliés qu'il a rencontrés ou affrontés dans le jeu,
- regarder les contrôles ainsi que la liste des techniques (celles qui servent à combattre).

Lorsque la bataille commence, un petit aperçu du champ de bataille est visible. Il est possible, à l'aide du pavé tactile, de diriger les alliés que le joueur ne contrôle pas en cliquant sur le visage de l'allié et, grâce au bouton rotatif, de les mener à différents endroits du champ de bataille. Cela peut aller d'un objectif à une garnison en parcourant un groupe de soldats ou un officier. L'allié choisi se dirige alors automatiquement vers son objectif. Une fois l'objectif atteint (une destination atteinte dans le cas d'un lieu, ou l'ennemi vaincu dans le cas d'un officier), il reprend une route normale et se rend vers l'objectif (affiché avec un curseur rouge et le mot "Target" écrit en lettres blanches). Une fois tous les objectifs atteints, ou non, le joueur peut abattre le Commandant ennemi, ce qui met fin à la bataille.
Les alliés non contrôlés et les personnages non-joueurs, lorsqu'ils croisent des groupes de soldats, se chargent d'abattre uniquement le chef du groupe, ce qui provoque une fuite immédiate des troupes.

## Synopsis
Samurai Warriors Chronicles nous met dans la peau d'un guerrier ou d'une guerrière (à choisir dès le début) qui essaie de trouver sa voie dans un japon médiéval qui subit de nombreuses guerres sur le champ de bataille à travers 4 chapitres.
Le personnage que l'on contrôle devient de plus en plus personnalisable au fil de notre progression.
Mais, il nous est aussi possible de prendre à n'importe quel moment le contrôle d'un des trois autres personnages qui nous aideront pendant la bataille ou bien leur indiquer où aller sur la carte pour accomplir une mission.
Environ une quarantaine, ces personnages sont tous très différents et utilisent chacun une arme ou une magie différente, sans oublier le corps à corps.
Hormis les attaques normales ou spéciales et les nombreux combos à notre disposition, il existe aussi des capacités avantageuses pouvant par exemple nous faire gagner plus d'XP ou nous redonner de la vie pendant une durée limitée, sans oublier la Jauge de Musou qui, remplie, nous permet de déclencher une série d'attaques particulièrement destructrice.
Possibilité aussi d'améliorer comme on le souhaite les armes et les pouvoirs de tous les personnages et d'acheter des chevaux dans la boutique qui nous permettront de circuler plus vite sur la carte.

## Niveaux de la campagne
Il y a cinq niveaux principaux et des batailles secondaires.
Heroes Rise (le Réveil du Héros) : Dans ce niveau, qui dure de 1546 avec le Siège de Kawagoe (Siege of Kawagoe en version anglaise) jusqu'à 1564 avec le Siège du Château Inabaya (Battle of Mt Inaba Castle), le protagoniste découvre le monde dans lequel il vit.
Les trois personnages jouables alliés importants que le joueur rencontre sont Kenshin Uesugi, Shingen Takeda et Ujiyasu Hōjō.
Les ennemis à affronter sont Kenshin et Shingen, mais jamais Ujiyasu, du moins pas dans cette partie de l'histoire.
Après cela, trois autres batailles ne les comportant pas ont lieu.
La première, et deuxième bataille du jeu, est celle de Miyajima (Conflict at Itsukushima) avec le Clan Mōri.
Après une bataille avec Kenshin, le joueur rejoint Nobunaga dans la Bataille d'Okehazama.
Enfin, la dernière bataille ne comportant pas Kenshin, Shingen ou Ujiyasu est celle du Château Inabaya.
Nobunaga's Vision (la Vision de Nobunaga) : Dans ce niveau, qui commence en 1570 lors du Siège de Kanegasaki (Retreat from Kanegasaki) et se termine douze ans plus tard en 1582 lors de l'Incident du Honnō-ji, le personnage va combattre durant la conquête de Nobunaga Oda.
Les deux premières batailles (le Siège de Kanegasaki et la Bataille d'Anegawa) opposent l'armée Oda-Tokugawa à l'armée du clan Asakura allié au clan Azai.
Après cela, Ieyasu puis Nobunaga affrontent le Clan Takeda lors des batailles de Mikata-Ga-Hara (Battle of Mikatagahara) et la Bataille de Nagashino .
Ensuite, une bataille nocturne a lieu contre les Uesugi, la Bataille de Tedorigawa (Battle of Tetorigawa) avant qu'il n'y ait une Bataille navale contre le clan Mōri et Saika : la Bataille de Kizugawashi (Battle of Kizugawa).
Enfin, cela se termine avec la mort de Nobunaga par la main de l'un de ses généraux, Mitsuhide Akechi.
''A Land United (Un pays Uni) : Cette partie du jeu dure dix ans. Elle commence en 1580 (Bataille de Yamazaki) et se termine en 1590 (Siège d'Odawara, Conquest of Odawara).
Après la mort de Nobunaga à Honnōji, le protagoniste rejoint les troupes d'Hideyoshi Hashiba/Toyotomi et venge son maître. Par la suite, le jeu fait participer le joueur à la conquête du Japon par les troupes d'Hideyoshi Toyotomi.
Les premiers adversaires rencontrés sont les anciens généraux de Nobunaga, afin de décider qui va contrôler ses forces. Après cela, Hideyoshi conquiert l'ouest avant de se lancer contre le Clan Hōjō.
Peace at Last (la Paix Enfin) : Dernière "vraie" partie du jeu, c'est la seule partie où il est possible de jouer deux camps. Elle se déroule durant la guerre entre l'Armée de l'Est (Ieyasu) et l'Armée de l'Ouest (Mitsunari, un ancien général d'Hideyoshi).
Elle commence en 1600 (Siège de Fushimi) pour finir 15 ans plus tard en 1615 (Campagne Hivernale d'Osaka).
Durant toutes les batailles de cette partie, sauf les deux dernières, Mitsunari et Ieyasu tentent de convertir le plus de gens à leur cause pour devenir le Shogun.
Après le Siège de Fushimi, plusieurs batailles se déroulent en même temps, opposant simultanément plusieurs alliés des deux camps.
- À Ueda, Hidetada affronte les Sanada ;
- Lors de la Bataille d'Hasedō, Kanetsugu et Masamune Date se font face ;
- Lors de la Bataille de Yanagawa, les Tachibana et les Shimazu (qui participent à la Bataille de Sekigahara) luttent contre Kyomasa Kato et Kanbei Kuroba,
- Mitsunari et Ieyasu s'affrontent à Sekigahara.

Lors des campagnes d'Osaka, Ieyasu décide d'exterminer la résistance.
Le joueur peut aider à l'extermination des Toyotomi ou se rallier à Yukimura afin de repousser Ieyasu.
Gaiden : Secret History (Secret d'Histoire) : Permet de rejouer des batailles auxiliaires.